# Momoen
Momoen este o localitate din comuna Aurskog-Høland, provincia Akershus, Norvegia, cu o suprafață de 0,43 km² și o populație de 505 locuitori (2013).